# Parabolic Blending
Parabolic Blending ist ein Verfahren, um eine glatte Kurve durch eine Folge von Punkten zu legen. Man kann es je nach Problemstellung als explizite Darstellung y=y(x) oder als Parameterdarstellung x=x(t),y=y(t) verwenden. In jedem Intervall zwischen zwei Punkten Nr. i und i+1 werden zwei quadratische Polynome gebildet:
{\displaystyle p(x)={\frac {(x-x_{i})(x-x_{i+1})}{(x_{i-1}-x_{i})(x_{i-1}-x_{i+1})}}y_{i-1}+{\frac {(x-x_{i-1})(x-x_{i+1})}{(x_{i}-x_{i-1})(x_{i}-x_{i+1})}}y_{i}+{\frac {(x-x_{i-1})(x-x_{i})}{(x_{i+1}-x_{i-1})(x_{i+1}-x_{i})}}y_{i+1}}
{\displaystyle q(x)={\frac {(x-x_{i-1})(x-x_{i+1})}{(x_{i}-x_{i-1})(x_{i}-x_{i+1})}}y_{i}+{\frac {(x-x_{i-1})(x-x_{i})}{(x_{i+1}-x_{i-1})(x_{i+1}-x_{i})}}y_{i+1}+{\frac {(x-x_{i})(x-x_{i+1})}{(x_{i+2}-x_{i})(x_{i+2}-x_{i+1})}}y_{i+2}}
Um die Funktion y(x), die nur durch einzelne Punkte gegeben ist, zwischen dem Punkt Nr. i und dem Punkt Nr. i+1 darzustellen, werden beide Parabeln in diesem Intervall linear gemischt:
{\displaystyle y(x)={\frac {x_{i+1}-x}{x_{i+1}-x_{i}}}p(x)+{\frac {x-x_{i}}{x_{i+1}-x_{i}}}q(x)}
Der allererste und der allerletzte Punkt wird dadurch nicht Teil der Kurve, sondern steuert die Tangente.
Das Verfahren stammt ursprünglich aus dem Schiffsentwurf, allerdings reicht seine Qualität nicht aus, um damit Schiffslinien zu generieren oder zu glätten, denn die Krümmung ist unstetig. Es stellte im Schiffsentwurf ein primitives, einfaches und schnelles Verfahren dar, um Spantrisse zu visualisieren.